# Уме (1944)
«Уме» (Ume, яп. 梅) — ескортний міноносець Імперського флоту Японії, який взяв участь у Другій світовій війні.

## Історія створення
Корабель, який став третім серед ескортних міноносців типу «Мацу», заклали 25 січня 1944 року на верфі «Фуджінагата» в Осаці. Спущений на воду 24 квітня, вступив у стрій 28 червня 1944 року.

## Історія служби
Перші кілька місяців після завершення «Уме» провів у водах Японського архіпелагу, при цьому з 15 липня 1944-го його включили до 43-ї дивізії ескадрених міноносців.
25 жовтня 1944-го «Уме» разом зі ще 3 ескортними есмінцями вийшли з Сасебо (обернене до Східнокитайського моря узбережжя Кюсю) для супроводу легкого авіаносця «Рюхо» та ескортного авіаносця «Кайо», які виконували завдання з доставлення матеріальних припасів авіації на острів Формоза. 27—30 жовтня загін побував у Кіруні (зараз Цзілун), а 2 листопада повернувся у Японію та прибув до Куре.
9 листопада 1944-го «Уме» та ще 4 ескортні есмінці, легкий крейсер та есмінець вирушили з Японії, маючи завдання супроводити до Маніли 2 лінкори-авіаносці. 12 листопада загін вийшов з Мако (база на Пескадорських островах у південній частині Тайванської протоки), а наступної доби на тлі чергового потужного авіаудару по Манілі командування вирішили перенаправити кораблі до островів Спратлі, де час від часу відстоювались японські кораблі. 17 листопада «Уме» та ще один ескортний есмінець приєднались до легкого крейсера та 4 есмінців, які супроводжували з Брунею до Японії 3 лінкори. Втім, ескортні есмінці охороняли загін лише до Мако, куди він прибув 20 листопада (а вже після виходу до Східнокитайського моря загін був атакований підводним човном, який потопив лінкор «Конго» та есмінець).
Через якийсь час «Уме» прибув до Маніли, де його залучили до транспортної операції TA, метою якої була доставка підкріплень до затоки Ормок на Лейте (саме на цьому острові висадили перший десант союзників на Філіппінах). 5 грудня 1944-го «Уме» разом із двома іншими ескортними есмінцями вирушив з Маніли для супроводу конвою TA-8. На світанку 7 грудня розпочалась висадка під потужними ударами авіації, що призвело до втрати всіх транспортів. Втім, кораблі ескорту вціліли («Уме» отримав незначні пошкодження) та 8 грудня повернулись до Маніли.
15 грудня 1944-го «Уме» під час чергового нальоту на Манілу зазнав пошкоджень від влучання в носову частину, після чого проходив ремонт у Гонконзі. З 20 по 29 січня 1945-го корабель здійснив кілька рейсів за маршрутом Гонконг — Такао (наразі Гаосюн на Тайвані) — Гонконг — Такао.
30 січня 1945-го «Уме» разом зі ще одним ескортним есмінцем та есмінцем «Сіокадзе» вийшов з Такао із завданням евакуювати авіаційний персонал з Апаррі на північному завершенні острова Лусон. Втім, 31 січня лише за кілька десятків кілометрів від Формози загін атакувала авіація. «Уме» зазнав трьох прямих влучань бомб та затонув. Загинуло 77 членів екіпажу, тоді як уцілілих підібрав «Сіокадзе».